# Diego Hurtado de Mendoza
Diego Hurtado de Mendoza, I duca dell'Infantado (Guadalajara, 1417 – Manzanares el Real, 25 gennaio 1479) è stato un nobile spagnolo.

## Biografia
Era figlio di Íñigo López de Mendoza, e di sua moglie, Catalina Suárez de Figueroa. Nel 1458, alla morte del padre, ereditò il titolo di marchese di Santillana.
Nemico del favorito del re, Juan Pacheco, sostenne l'ascesa a corte di Beltrán de la Cueva.
Durante la guerra civile in Castiglia, era un sostenitore di Giovanna la Beltraneja, ma dal 1473 grazie agli sforzi di suo fratello, il cardinale Pedro González de Mendoza e Rodrigo Borgia, alleato di Ferdinando e Isabella, divenne un sostenitore dei re cattolici dopo un incontro segreto con loro.
Alla morte di Enrico IV, la sua lealtà fu messa alla prova contro l'invasione portoghese. Nel 1475 ricevette il titolo di Duca dell'Infantado.

### Castello di Manzanares el Real
Il vecchio Castello di Manzanares el Real era la residenza di una parte della famiglia Mendoza dalla fine dal XIV secolo. Il vecchio castello apparteneva ad una zia del primo Duca, Aldonza de Mendoza. Sua madre era uno dei bastardi reali della metà del XIV secolo.
Nell'ultimi anni del XV secolo, la famiglia Mendoza decise di costruire un nuovo castello sontuoso, più grande e più lussuoso, più adatto all'influenza economica e politica raggiunta da questa famiglia. I lavori iniziarono nel 1475. Il castello è usato ancora oggi come un luogo per matrimoni glamour, eventi sociali, banchetti e così via.

## Matrimoni

### Primo Matrimonio
Sposò Brianda de Luna, figlia di Juan Hurtado de Mendoza. Ebbero nove figli:
- Juan Hurtado, sposò in prime nozze Beatriz de Zuñiga e in seconde nozze Ana de Villagran;
- Íñigo López de Mendoza (1438-1500);
- Mencía Hurtado de Mendoza (1440-22 gennaio 1476), sposò Beltrán de la Cueva, ebbero sei figli;
- María de Mendoza (?-5 dicembre 1506), sposò Diego Fernández de Córdova, ebbero nove figli;
- Garcia Laso, sposò Ana de Barrionuevo;
- Pedro Hurtado, sposò Mencia de La Vega;
- Antonio de Mendoza;
- Catalina de Mendoza, sposò Alonso Ramírez de Arellano, ebbero nove figli;
- Mayor de Mendoza, sposò Pietro di Navarra.

### Secondo Matrimonio
Sposò Isabel de Noronha, figlia di Rui Vaz Pereira e cugina di Papa Paolo IV. Ebbero due figlie:
- Ana de Mendoza, sposò Juan Pérez de Cabrera, ebbero una figlia;
- Beatriz de Mendoza, sposò Diego di Castiglia, ebbero tre figli.